# Wankerfleck

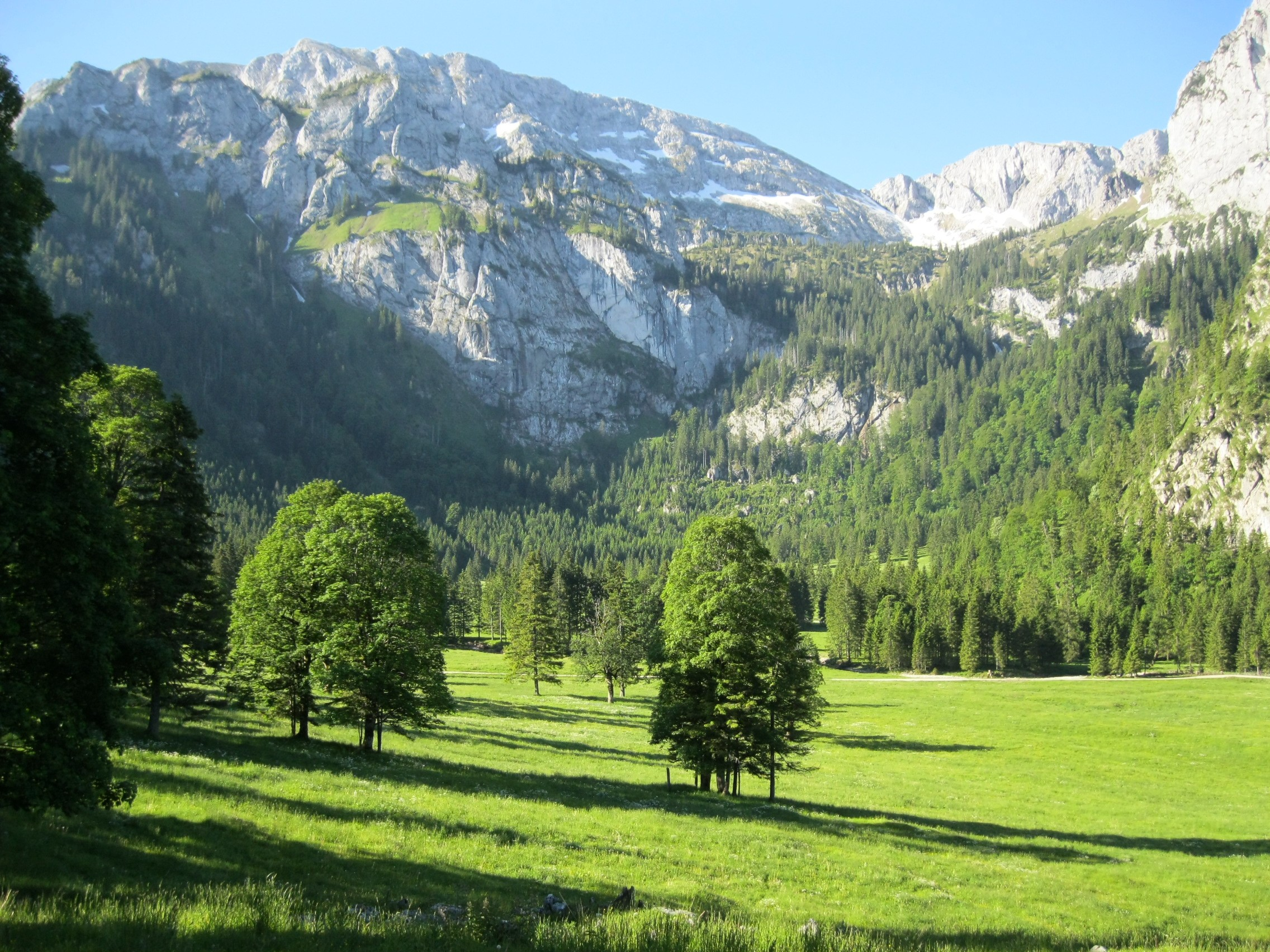
Almwiesen beim Wankerfleck

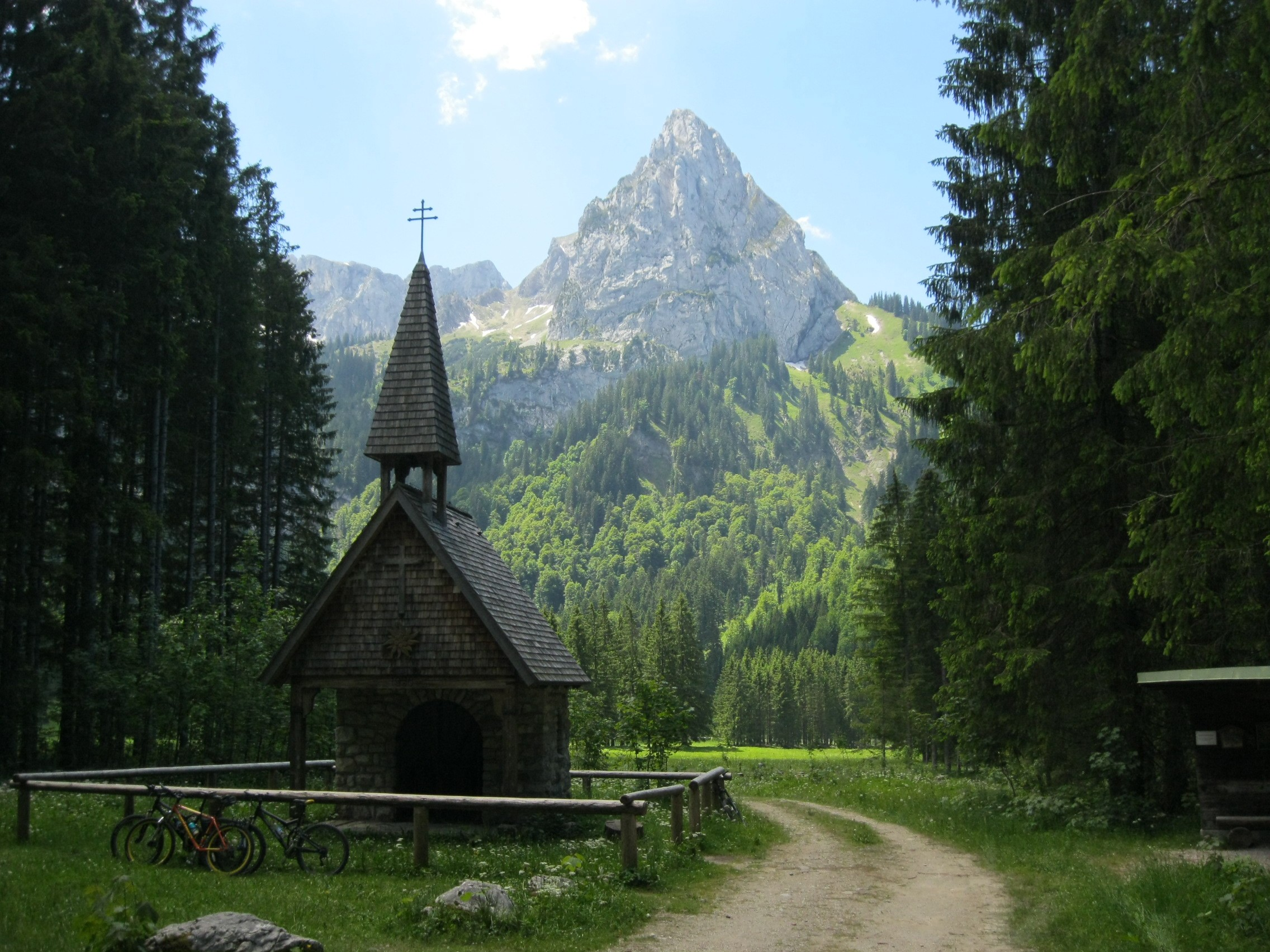
Gedenkkapelle auf dem Wankerfleck

Wankerfleck ist der Flurname für einen Talboden in den Ammergauer Alpen.

## Name
In der topographischen Karte der Bayerischen Landvermessung aus dem 19. Jhd. findet sich die Schreibweise Wankfleck.

## Lage
Der Wankerfleck liegt in etwa 1140 m ü. NHN Höhe, im bayerischen Teil der Ammergauer Alpen sowie im Gebiet des Landkreises Ostallgäu. Südlich vom Wankerfleck überragt das Hochplatten-Massiv die weitere Umgebung. Aufgrund seiner zentralen Lage im Naturschutzgebiet Ammergauer Alpen ist der Wankerfleck nur über Forstwege, welche für den allgemeinen Kfz-Verkehr gesperrt sind, zu erreichen. Im nördlichen Teil des Wankerflecks fließt der Kenzenbach.

## Sehenswürdigkeiten
Die weitläufigen Almwiesen des Wankerflecks werden von dichten Wäldern umrahmt. Im Hintergrund erheben sich die Gipfel im Bereich der Hochplatte und bilden eine hochalpine Kulisse. Der Geiselstein zeigt sich hier mit seiner recht markanten Nordost-Ansicht. Dem Wanderer bietet sich so 

„... eine der malerischten Stellen in den Voralpen.“

Am Ostrand des Wankerflecks, unweit der befestigten Forststraße, befindet sich die Gedenkkapelle zu Ehren der verunglückten Bergsteiger.
Etwas unterhalb der Almwiesen liegt der Bockstallsee.